# 9187 Walterkröll
9187 Walterkröll eller 1991 RD4 är en asteroid i huvudbältet som upptäcktes den 12 september 1991 av de båda tyska astronomen Freimut Börngen och Lutz D. Schmadel vid Tautenburg-observatoriet. Den är uppkallad efter den tyske fysikern Walter Kröll.